# Liste der Flaggen im Kreis Herford
Diese Liste beinhaltet alle in der Wikipedia gelisteten Flaggen im Kreis Herford in Nordrhein-Westfalen. Weitere Flaggen von Städten, Gemeinden und Kreisen in Nordrhein-Westfalen sind über die Navigationsleiste am Ende der Seite erreichbar.
|  | lt. Hauptsatzung kein Banner | Die Flagge des Kreises Herford wurde am 5. April 1946 durch den Oberpräsidenten der Provinz Westfalen genehmigt und durch den Regierungspräsidenten in Detmold am 5. Januar 1970 bestätigt. Die Hauptsatzung des Kreises beschreibt die Flagge wie folgt: „Das Wappen zeigt ein schwarzes, springendes Ross (schwarzer Hengst mit geschwungenem Schweif) in silbernem Feld.“ […] „Die Flagge zeigt das Wappen des Kreises Herford.“ |

## Städte und Gemeinden
| Stadt oder Gemeinde   | Hissflagge | Banner                        | Kommentare |
| --------------------- | ---------- | ----------------------------- | --- |
| Stadt Bünde           |            |                               | Genehmigt durch den RP Detmold am 28. April 1972: „Wappenbeschreibung: In Rot auf grünem Boden zwei silberne (weiße), einander zugekehrte Gewappnete, die sich die Hände reichen. […] Bannerbeschreibung: Von Grün-Weiß-Grün im Verhältnis 1:2:1 längsgestreift mit dem nach oben verschobenen Stadtwappen. Flaggenbeschreibung: Von Grün-Weiß-Grün im Verhältnis 1:2:1 längsgestreift mit dem von der Mitte zur Stange verschobenen Stadtwappen.“ |
| Stadt Enger           |            |                               | Genehmigt durch den RP Detmold am 14. April 1970: „Das Stadtwappen zeigt im goldenen gelben Feld, aus einem blauen Wellenfluss wachsend, drei gestielte blaue Seerosenblätter. Die Stadtflagge ist blau-gelb (Stadtfarben) im Verhältnis 1 : 1 längsgestreift mit dem auf der Trennungslinie nach vorn verschobenen Stadtwappen. Das Stadtbanner ist blau-gelb im Verhältnis 1 : 1 längsgestreift mit dem Stadtwappen oberhalb der Mitte.“ |
| Kreisstadt Herford    |            |                               | Flaggenbeschreibung: „Die Stadt Herford führt eine Flagge aus weißrotem Tuch.“ Bannerbeschreibung: „Rot-weiß im Verhältnis 1:1 längsgestreift mit dem nach oben verschobenen Stadtwappen.“ Wappenbeschreibung: „Das Wappen der Stadt Herford besteht aus einem offenen Tore mit anstoßenden Flügelgebäuden. Über dem Tore erhebt sich ein gotisch gewölbtes Dach mit einem Kreuz gekrönt. Auf den Dächern der Nebengebäude erscheint je eine flatternde Fahne, bis zur Mitte in drei Wimpel aufgeschlitzt, in der Toröffnung ein Schlüssel. Die Farben der Fahne zur linken Seite sind rot und weiß. Die Fahne auf der rechten Seite weist die Farbe schwarz und weiß auf.“ |
| Gemeinde Hiddenhausen |            |                               | Genehmigt durch den RP Detmold am 17. Juli 1973: „Flagge: Blau-Gelb-Blau im Verhältnis 1:3:1 längsgestreift, mit dem zur Stange hin verschobenen Wappen belegt. Banner: Blau-Gelb-Blau im Verhältnis 1:3:1 längsgestreift, im oberen Drittel mit dem Wappen belegt.“ „Wappenbeschreibung: In blau, über einem silbernen (weißen) gewellten Schildfuß wachsend, ein goldener (gelber) Greif, im linken Fang einen silbernen (weißen) Schild mit einem blauen, sechsspeichigen Schaufelrad.“ |
| Gemeinde Kirchlengern |            | laut Hauptsatzung kein Banner | „Der Gemeinde Kirchlengern ist mit Urkunde des Regierungspräsidenten in Detmold vom 15.02.1972 das Recht zur Führung einer Flagge verliehen worden. Sie ist von Rot und Weiß längs gestreift.“ |
| Stadt Löhne           |            |                               | Genehmigt durch den RP Detmold am 14. Januar 1970: „Beschreibung des Wappens: In Grün ein silberner (weißer), mit 3 roten Seeblättern belegter schräglinker Wellenbalken.“ „Flagge: Grün-Weiß-Grün im Verhältnis 1 : 3 : 1 quergestreift mit dem nach vorn verschobenen Stadtwappen Banner: Grün-Weiß-Grün im Verhältnis 1 : 3 : 1 längst gestreift mit dem Stadtwappen oberhalb der Mitte“ |
| Gemeinde Rödinghausen |            |                               | Genehmigt durch den RP Detmold am 9. Dezember 1976: „Beschreibung des Wappens: In Silber (weiß) unter zwei roten Sparren ein roter Zinnenturm mit schwarzer Tür auf einem grünen Dreiberg.“ „Beschreibung der Flagge: ‚Banner: Von Rot-Weiß-Rot im Verhältnis 1 : 2 : 1 längsgestreift mit dem Gemeindewappen oberhalb der Mitte. Hissflagge: Von Rot-Weiß-Rot im Verhältnis 1 : 2 : 1 längsgestreift mit dem Gemeindewappen oberhalb der Mitte.‘“ |
| Stadt Spenge          |            |                               | Genehmigt durch den RP Detmold am 25. Oktober 1972: „Wappenbeschreibung: In Silber (Weiß) drei rote Sparren, darauf eine goldene (gelbe) runde Spange, deren Nadel nach unten zeigt.“ […] „Bannerbeschreibung: Von Rot-Gelb-Rot im Verhältnis 1 : 3 : 1 längsgestreift mit dem von der Mitte zur Stange verschobenen Stadtwappen. Flaggenbeschreibung: Von Rot-Gelb-Rot im Verhältnis 1 : 3 : 1 längsgestreift mit dem Stadtwappen im oberen Drittel.“ |
| Stadt Vlotho          |            |                               | Genehmigt durch den RP Detmold am 30. November 1970: „Wappenbeschreibung: Von Silber (Weiß) und Rot wellenförmig geteilt: oben freischwebend drei rote Sparren, unten auf grünem Boden zwei grüne, nach außen gebogene Lilien mit silbernen (weißen) Blüten. Flaggenbeschreibung: Von Rot-Weiß-Rot-Weiß-Rot im Verhältnis 1 : 1 : 1 längsgestreift mit dem von der Mitte zur Stange verschobenen Wappenschild der Stadt. Bannerbeschreibung: Von Rot-Weiß-Rot-Weiß-Rot im Verhältnis 1 : 1 : 1 längsgestreift mit dem Wappenschild der Stadt oberhalb der Mitte.“ |